# Ephedra frustillata
Ephedra frustillata là một loài thực vật hạt trần trong họ Ephedraceae. Loài này được Miers mô tả khoa học đầu tiên năm 1863.